# Bersanding

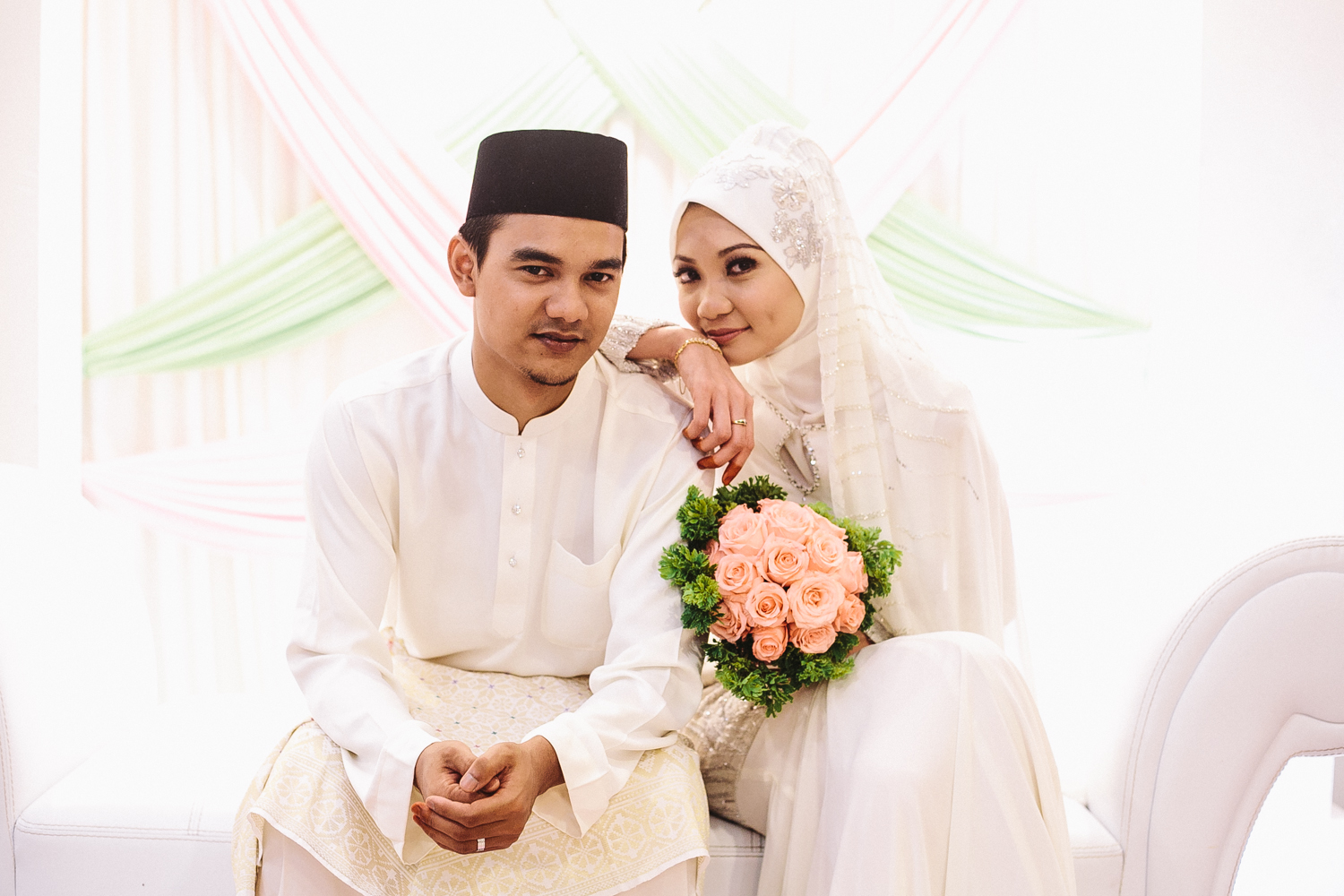
Ein modernes malaiisches Brautpaar beim Bersanding

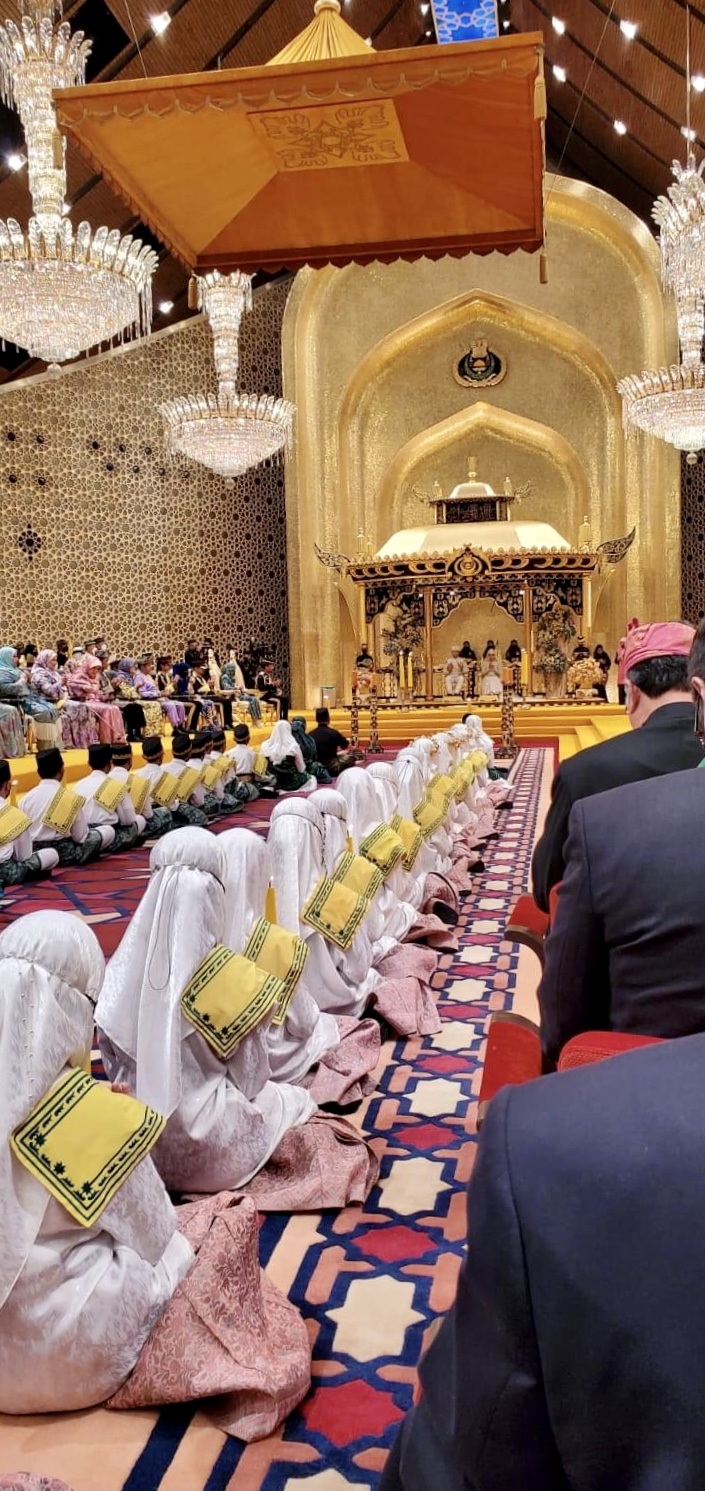
Bersanding-Zeremonie bei der Hochzeit der Tochter des Sultans von Brunei im Istana Nurul Iman

Das Bersanding („Nebeinander, Seite-an-Seite“) ist der glanzvolle Höhepunkt der traditionellen Hochzeitszeremonien bei den Malaien. Bei ihm sitzen Braut und Bräutigam feierlich nebeneinander auf einem geschmückten Podest, dem sogenannten Pelamin, um von Respektspersonen und Gästen gesegnet zu werden. Sie werden an diesem Tag als König und Königin behandelt. Der Bersanding schließt viele Einzelrituale ein, wie das Schmücken der Braut, die Prozession des Bräutigams zum Haus der Braut, Silat-Tänze und die gegenseitige Speisung von Braut und Bräutigam mit gelbem Reis. Entweder vor oder nach der Zeremonie findet ein größeres Festmahl für Familie und Freunde statt. Obwohl das Brautpaar nach dem islamischen Recht bereits durch die Eheschließung offiziell verheiratet ist, gilt nach dem malaiischen Brauch, dass es bis zur Bersanding-Zeremonie weder zusammenleben noch sich unter vier Augen sehen darf. Eine Bersanding-Zeremonie wird nur durchgeführt, wenn die Braut noch nicht verheiratet war. Wenn die Braut bereits verheiratet war, aber noch sehr jung ist und keine Kinder hat, findet ein Bersanding in etwas bescheidenerem Umfang statt. Nach Richard Winstedt handelt es sich beim Bersanding ursprünglich um ein hinduistisches Ritual.

## Ort und Zeitpunkt
Bis in die 1960er Jahre, als die meisten Malaien in Kampongs lebten, wurde die Bersanding-Zeremonie entweder im Haus der Braut oder unter Zelten im Dorf abgehalten. Heute finden viele Bersanding-Feiern in gemieteten Sälen statt, wobei die Zeremonien an die Umgebung angepasst werden.
Das Bersanding kann unmittelbar nach der islamischen Eheschließung (akad nikah) stattfinden oder zu einem späteren Zeitpunkt. Heute findet der Bersanding oft schon einen Tag nach der Eheschließung statt. Üblich ist ein Abstand von mehreren Tagen bis zu sechs Monaten. Manchmal kommt es sogar vor, dass nach der Eheschließung der Bersanding mehrere Jahre hinausgezögert wird. In diesem Fall spricht man von einer „hängenden Ehe“ (nikah gantung).
In Singapur hielt man in den 1950er Jahren Bersanding-Feiern mit Vorliebe bei Vollmond ab, also zur Mitte der muslimischen Monate. In den Dörfern von Terengganu fand die Bersanding-Zeremonie früher üblicherweise am Abend statt. Ein Artikel in The Straits Times von 1990 gibt dagegen als die übliche Zeit für die Zeremonie den Zeitraum von 11 bis 15 Uhr an.

## Der Pelamin
Zentrales Element des Bersanding ist der Pelamin. Er ähnelt in seiner Form üblicherweise der des Throns (singgahsana) eines malaiischen Rajas früherer Zeiten. Er besteht aus einer Plattform mit einem Podest (Peterakna) aus Holz und Pappe, ist aufwändig dekoriert, mit glänzender Seide oder Papier in verschiedenen Farben überzogen und mit kleinen bunten Lichtern geschmückt (früher Kokosnussöllampen, heute farbige Glühbirnen). Die Größe und Pracht des Pelamins hängt ganz von den finanziellen Mitteln und dem Status der Familie der Braut ab. Die Plattform des Pelamins ist normalerweise nicht mehr als drei Stufen hoch. Das Podest, auf dem das Brautpaar sitzt, überragt das Pelamin und ist mit aufwändig bestickter Seide oder Samt überzogen.

Pelamine aus Malaysia und Indonesien
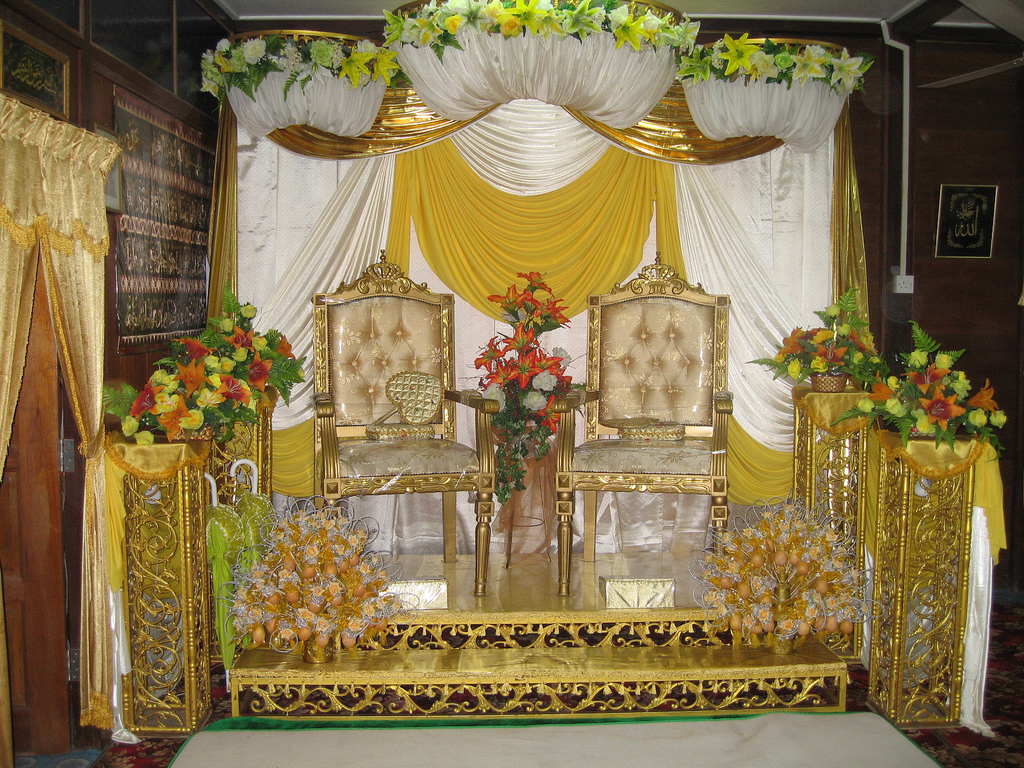
Historischer Pelamin aus Malaysia mit Bunga Telur
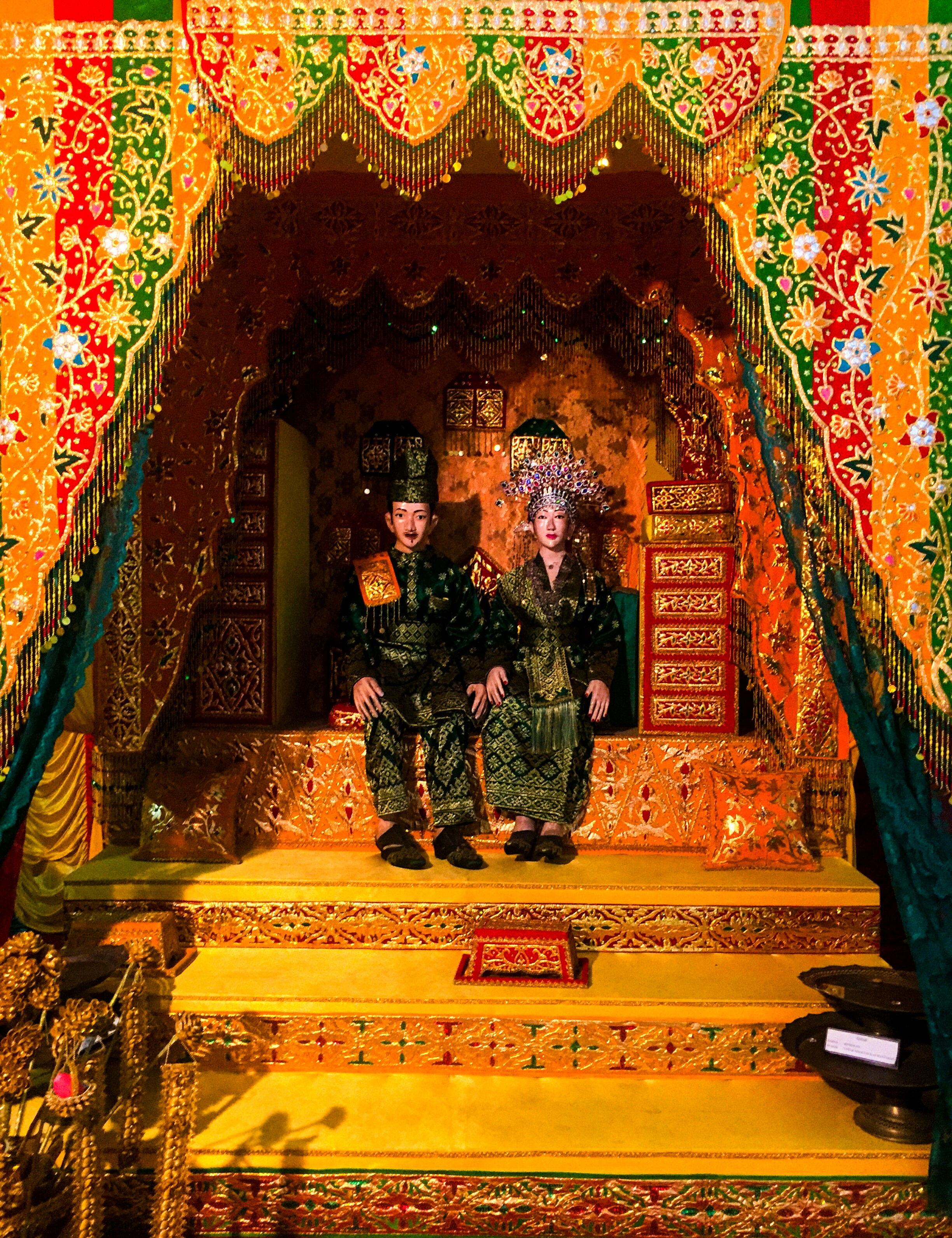
… im Museum von Pekanbaru, Indonesien
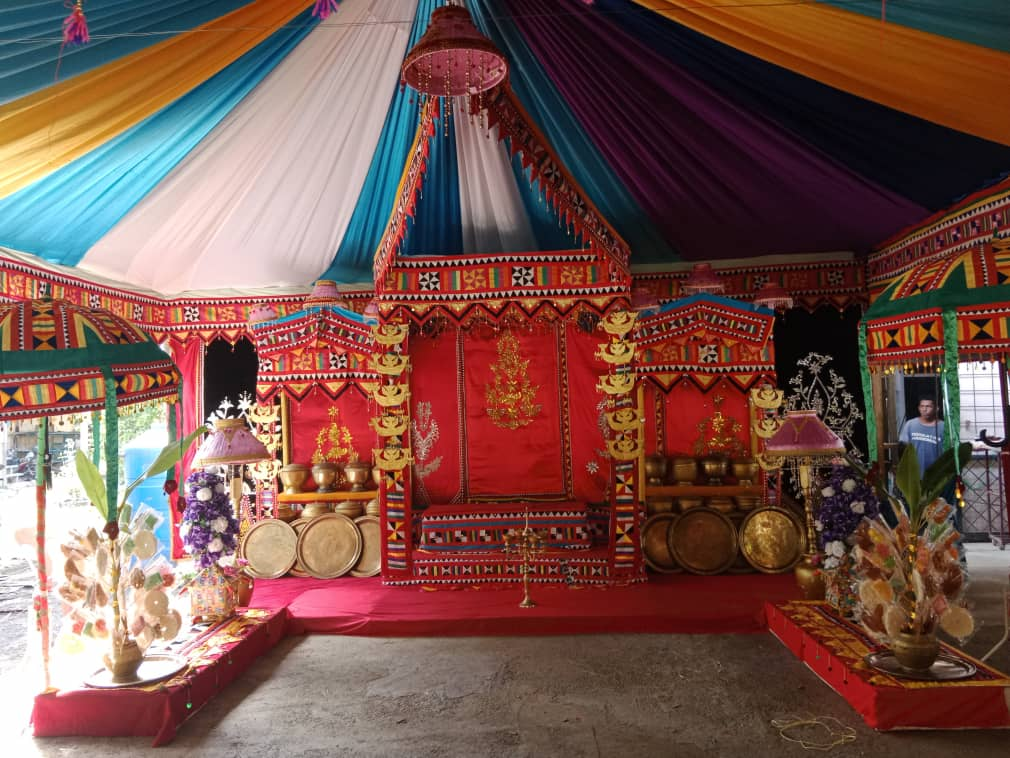
Pelamin bei den Bajau
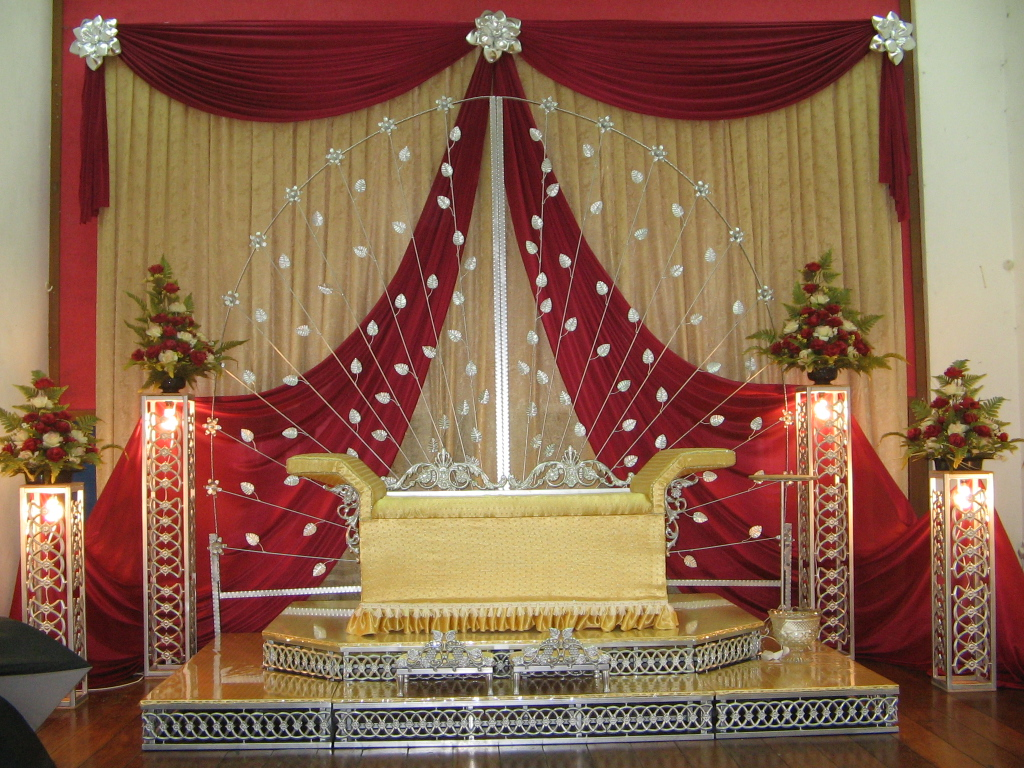
Moderner Pelamin aus Malaysia
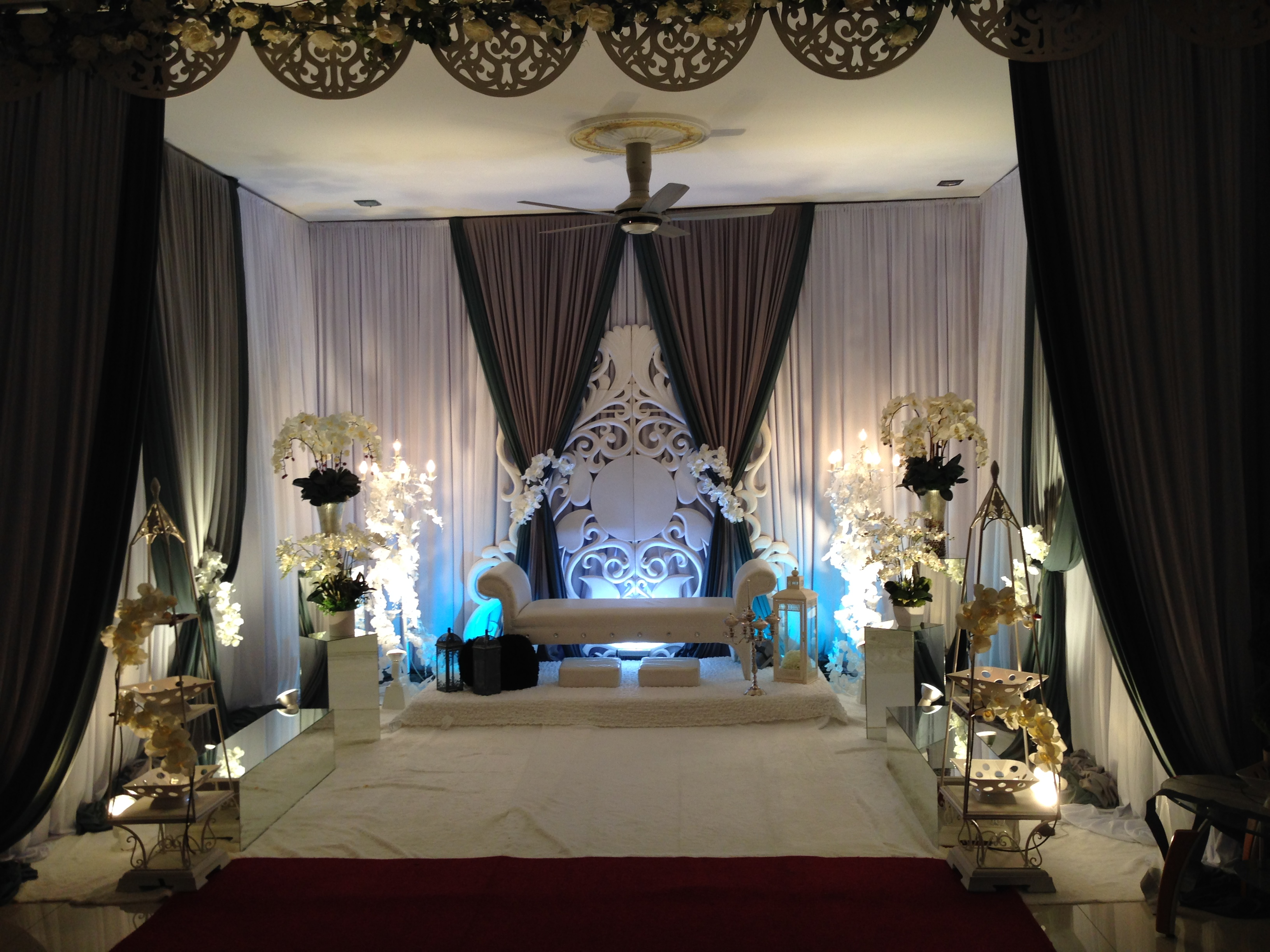
…einer in Weiß
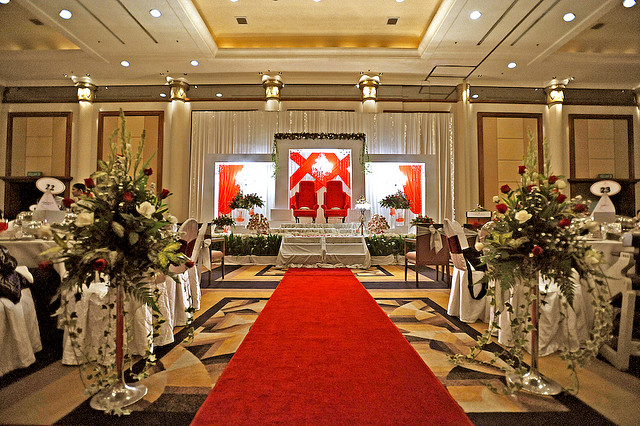
…und einer mit zwei separaten Sesseln

Vor den Pelamin wird ein mehretagiges achteckiges Tablett gestellt, das Astakona, auf dem ein oder mehrere Berge mit gekochtem gelben Reis liegen, die mit sogenannten Bunga-Telur-Merah („roten Eier-Blumen“) gespickt sind. Hierbei handelt es sich um rot bemalte oder gefärbte Eier, aufgespießt auf Bambusstäben, die mit Kunstblumen gekrönt sind. Auf der Spitze des Reisbergs wird ein großer Strauß aus Kunstblumen platziert, der aus Lametta oder Gold- oder Silberfolie besteht.

## Ablauf

### Vorbereitung der Braut
Häufig wird für den Bersanding eine Frau engagiert, die die Braut als Kosmetikerin und Beraterin betreut. Diese Mak Andam bzw. Emak Pengantin („Brautmutter“) sorgt dafür, dass die Braut schön aussieht und dass die traditionellen Riten ordnungsmäßig durchgeführt werden. Der Bersanding beginnt damit, dass die Braut von ihren Begleitpersonen angezogen und geschmückt wird und ein Bote zum Bräutigam geschickt wird, um ihm mitzuteilen, dass die Braut bereit ist, ihn und sein Gefolge zu empfangen. In Singapur wird bei dieser Gelegenheit ein Betelblatt-Strauß (Sirih Lat-Lat) zum Haus des Bräutigams gebracht. Nachdem die Braut ihr Brautkleid angezogen hat, wird sie von der Emak Pengantin aus ihrem Raum geführt. Sie geht dann sehr langsam zum Pelamin, wobei sie von einer ebenfalls schön geschmückten Brautjungfer (pengapit) begleitet wird. Die Braut wird sodann auf die linke Seite des Podests gesetzt, während ihre Brautjungfer links neben ihr stehen bleibt und ihr mit einem kunstvoll bestickten Fächer langsam Luft zufächelt. Nach dem Adat soll die Braut, während sie auf dem Pelamin sitzt, als Zeichen ihrer Sittsamkeit den Kopf senken und die Augen fast geschlossen halten.

### Die Prozession des Bräutigams zum Haus der Braut

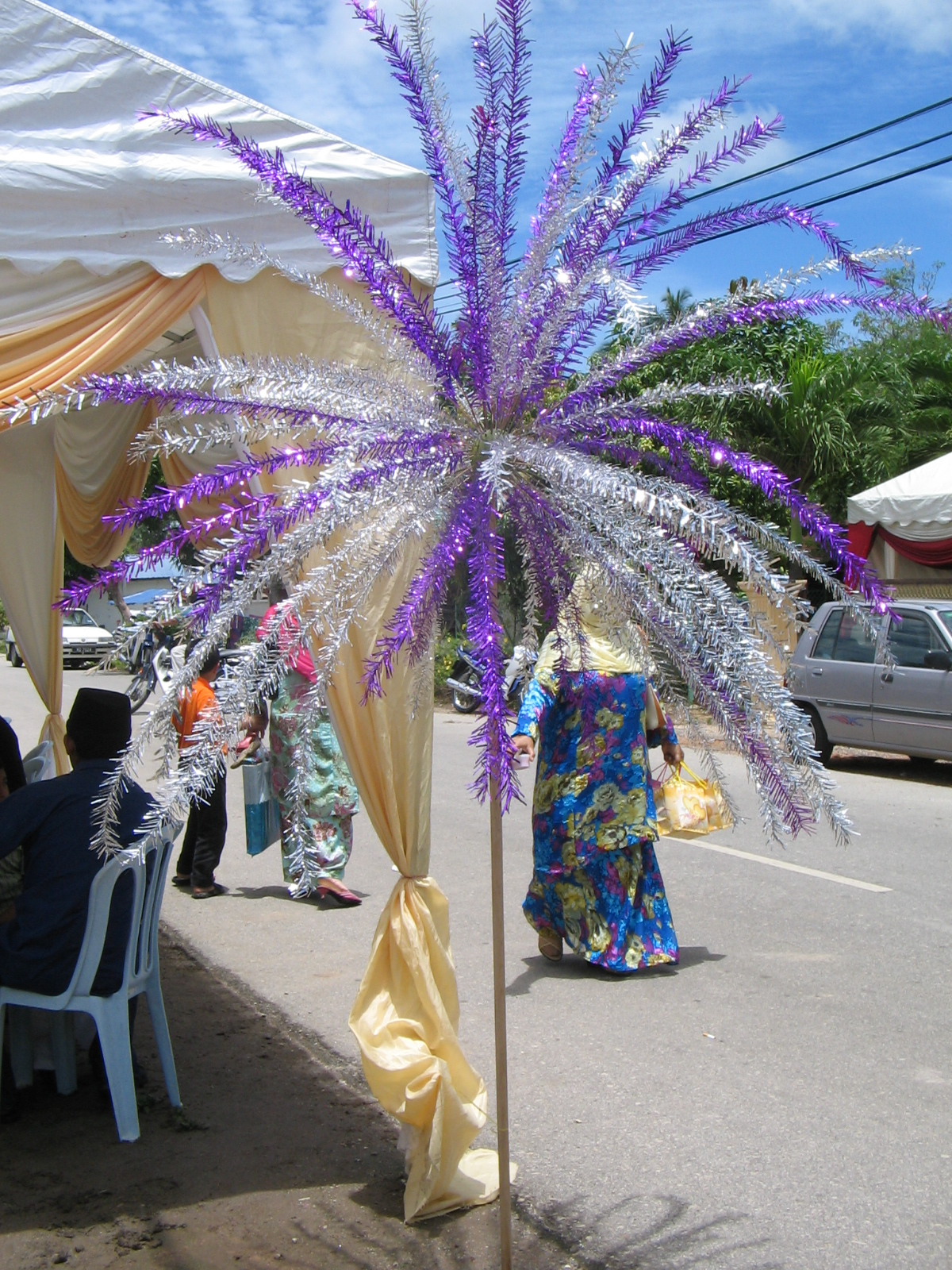
Bunga Manggar

Während der Zeit, in der die Braut von ihrem Zimmer zum Pelamin geführt wird, wird der Bräutigam in einer Prozession von Verwandten und Freunden zum Haus der Braut gebracht. Die Prozession wird dabei üblicherweise von Musikanten angeführt, die auf Kompang-Rahmentrommeln spielen und religiöse Hadrah-Lieder singen, sowie von Männern, die Bunga Manggar, bunte Palmwedel aus Lametta-Papier, tragen. In ihren Liedern rezitieren die Musiker Verse aus dem Koran oder solche zum Lobe Mohammeds und bitten um Segen für das Paar. Nach dem Adat, das Alhady beschreibt, läuft unmittelbar hinter der Gruppe ein älterer Mann, der eine silberne Beteldose (puan) trägt, deren Deckel die Form eines Pfauenkopfs hat. Er wird links und rechts von zwei jungen Männern eskortiert, die Kerzen tragen. Früher wurde der Bräutigam häufig von seinen Begleitern in einer Sänfte getragen. Heute wird er aber üblicherweise mit dem Auto gebracht. Neben dem Bräutigam sitzt gewöhnlich ein Junge als sein Begleiter (pengapit), der ebenso prachtvoll angezogen ist wie er. Auf jeder Seite des Fahrzeugs laufen Männer mit Fackeln. Wenn das Haus der Braut sehr weit entfernt ist, beginnt diese Prozession schon, bevor die Braut aus ihrem Zimmer kommt. Meist wird eine Gruppe von Frauen aus dem Haus des Bräutigams vorausgeschickt, um die Ankunft des Bräutigams anzukündigen. Sie werden von weiblichen Verwandten der Braut empfangen, die ihnen gelben Reis über den Kopf streuen und sie mit Rosenwasser besprengen.

### Der Silat-Tanz

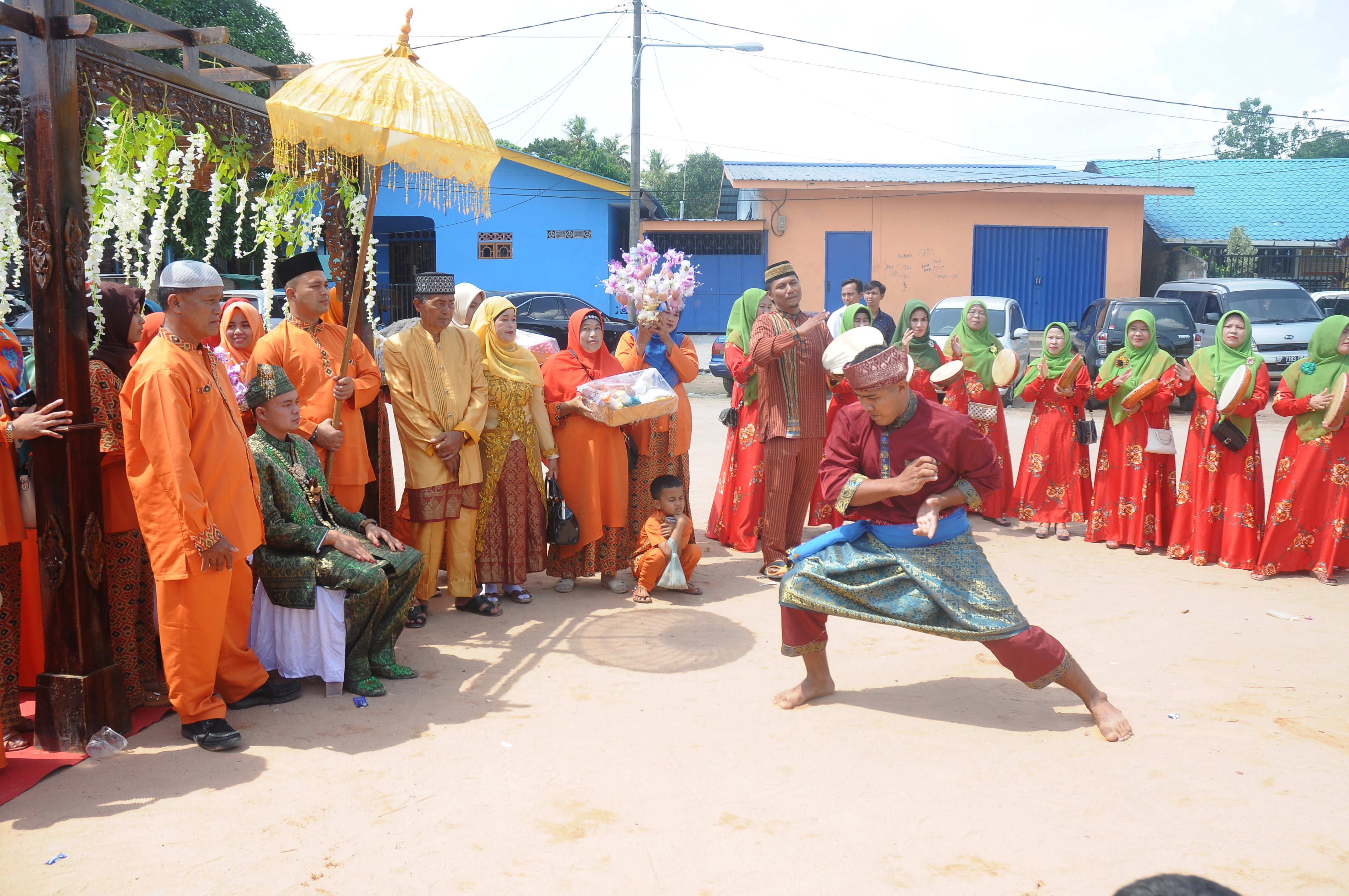
Silat-Tanz bei einer malaiischen Hochzeit

Am Haus der Braut wartet gewöhnlich eine Menschenmenge mit Musikanten, um den Bräutigam willkommenzuheißen. Vor dieser Menge steht ein Mann mit einer silbernen Beteldose, deren Deckel die Form des Kopfes einer Pfauenhenne hat, auch er von zwei jungen Männern mit Kerzen eskortiert. Sobald die Prozession mit dem Bräutigam gesichtet wird, beginnen die Musikanten mit Liedern zum Lobe des Propheten Mohammed. Wenn sich die Prozession dem Haus der Braut auf eine Entfernung von zehn bis 20 Meter genähert hat, bedeutet der Puan-Träger des Bräutigams dem Puan-Träger der Braut mit Zeichen, er möge nach vorne kommen, um ihn zu empfangen. Der Puan-Träger der Braut antwortet darauf mit einem Zeichen, dass der Puan-Träger des Bräutigams als erster kommen möge. Der Puan-Träger kommt daraufhin nach vorne, und es beginnt ein Silat-Tanz (tarian silat) zwischen den beiden Puan-Trägern, der von Beifall und Zurufen der Menge begleitet wird. Dieser endet augenblicklich, wenn sich die Köpfe auf den Beteldosen so nahe gekommen sind, das sie sich berühren könnten. Der Bräutigam wird daraufhin zur Eingangstür des Hauses geleitet, wo ein junger Mann mit einer melodischen Stimme drei Mal Verse zum Lobe des Propheten rezitiert, um einen gesegneten Eintritt des Bräutigams in das Haus zu sichern. Üblicherweise ist die Strecke bis zur Vorderseite des Pelamin mit einem lang ausgerollten Teppich abgedeckt, über den der Bräutigam läuft.

### Die Besteigung des Pelamin
Vor der Eingangstür stehen und sitzen üblicherweise einige jugendliche Freunde und Verwandte der Braut und versperren sie. Sie lassen den Bräutigam und seine Angehörigen erst durch, nachdem er den symbolischen Türzoll (tebus pintu) entrichtet hat. Vor dem Pelamin sitzt noch eine zweite Gruppe, dieses Mal Frauen, die dem Bräutigam den Weg versperren. Sie lassen ihn erst durch, wenn er das Pelaminzoll (tebus pelamin) bezahlt hat, das etwas höher ist als das Türgeld. Die letzte und höchste Abgabe, die der Bräutigam entrichten muss, ist der Fächerzoll (tebus kipas). Er wird fällig, wenn der Bräutigam bereits den Pelamin bestiegen hat und vor der Braut steht. Die Brautmutter hält so lange einen Fächer vor das Gesicht der Braut, bis der Bräutigam den Betrag bezahlt hat. Danach nimmt der Bräutigam seinen Platz auf dem Pelamin neben der Braut ein, und sein Pengapit stellt sich neben ihn und fächelt ihm langsam zu. In Singapur nimmt die Brautmutter nun den Betelblattstrauß aus den Händen des Bräutigams und schwenkt ihn drei oder sieben Mal über den Köpfen des Brautpaars. Danach fordert sie das Brautpaar dazu auf, den Strauß zu küssen.
Das Brautpaar gleicht nun einem Sultan und seiner Sultanin auf ihrem Thron, die die Huldigung ihre Volkes entgegennehmen. Deswegen wird der Bräutigam auch Raja sehari („König für einen Tag“) genannt. Die Halle vor dem Pelamin ist vor allem mit Frauen und Kindern gefüllt. Sie sitzen auf Matten auf dem Boden, während die Männer von den Türen und Fenstern aus zuschauen. Heute findet, während das Brautpaar auf dem Pelamin sitzt, häufig noch eine Kompang-Aufführung statt.

### Gegenseitige Fütterung des Brautpaars und Segnung

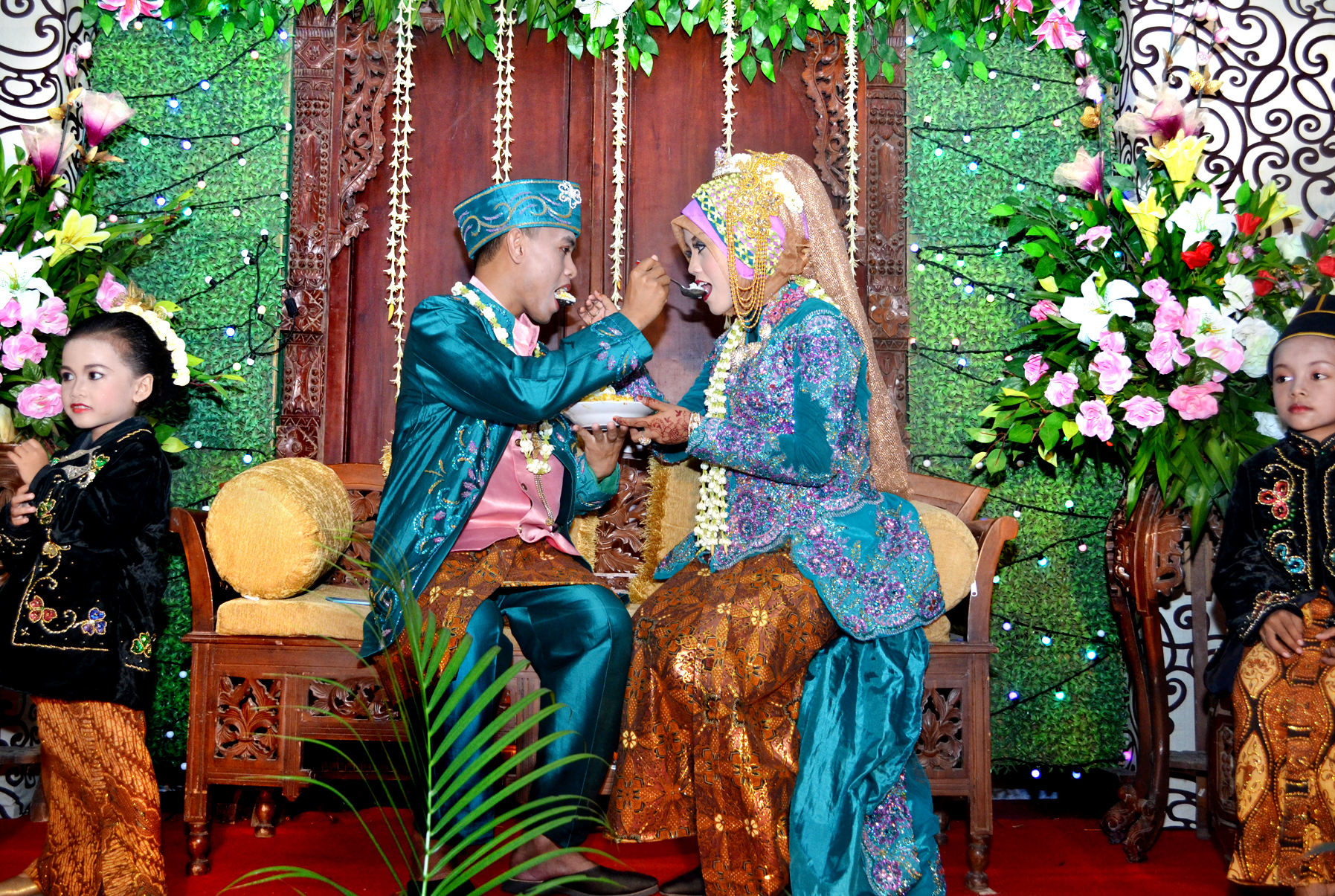
Die gegenseitige Fütterung des Brautpaars, hier auf der Insel Java.

Während das Brautpaar noch auf dem Pelamin sitzt und vom Publikum betrachtet wird, wird der Brauch des gegenseitigen Fütterns (adat bersuap-suapan) durchgeführt. Dafür nimmt die Brautmutter etwas von dem gelben Reis (pulut kunyit) auf dem Astakona und gibt es den Brautleuten, die sich dann damit gegenseitig füttern, als Zeichen dafür, dass sie eine Einheit geworden sind. Danach verlässt die Brautmutter das Paar und lädt die männlichen Gäste der Zeremonie, die weiter entfernt sind, dazu ein, das Brautpaar zu betrachten.

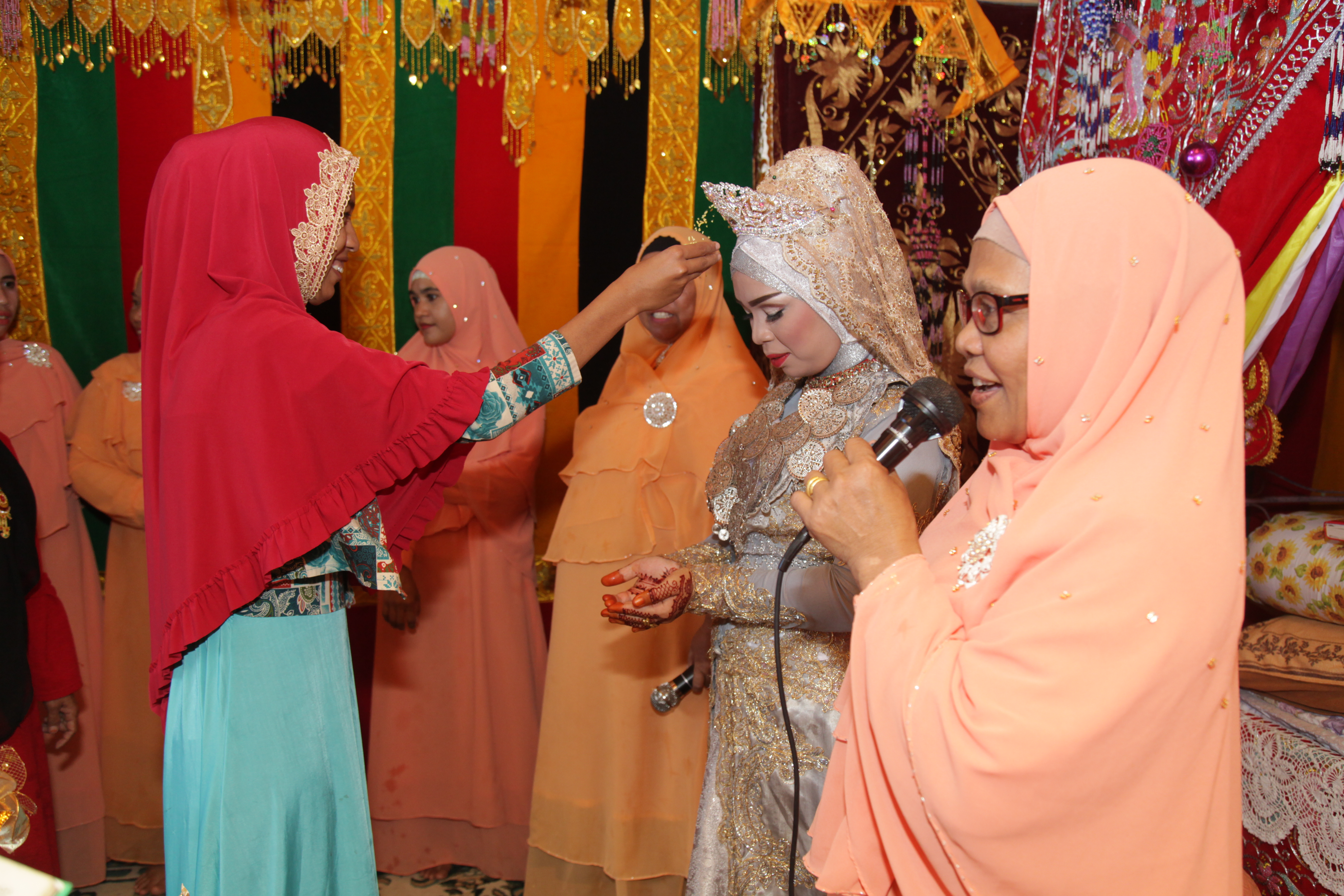
Eine malaiische Braut beim Tepung-Tawar-Ritual

Während der Zeremonie überbringen Freunde, Verwandte und Gäste ihren Segen und gratulieren dem Brautpaar und bestreuen das Brautpaar mit gelbem Reis und Blütenblättern – beides Symbole der Fruchtbarkeit. Die Eltern der Braut und des Bräutigams und ältere Familienmitglieder sprühen mit Weihrauch versetztes Wasser aus einem Räuchergefäß aus Messing auf sie oder in ihre offenen Handflächen. Manchmal findet auch noch das Tepung-Tawar-Ritual statt. Dabei streut man zuerst Rosenwasser und gelben Reis auf die Frischvermählten und tupft dann Henna sowie mit Wasser vermischtes Reismehl auf ihre Handflächen. Zum Schluss berührt man die Nasen der beiden leicht mit einem Ei.

### Vom Bersanding bis zur Hochzeitsnacht
In Singapur fand früher nach der Bersanding-Zeremonie in Anwesenheit einiger älterer Menschen die Makan-Berdamai-Zeremonie in der Brautkammer statt. Bei dieser Zeremonie wusch sich die Braut die Hände und servierte ihrem Ehemann zum ersten Mal das Essen. Heute essen aber Braut und Bräutigam gemeinsam mit ihren Gästen. Der Empfang nach der Bersanding-Zeremonie besteht heute in der Regel aus einem Festmahl, begleitet von Bandauftritten oder Karaoke-Singen der Gäste.
Nach dem Ritus von Riau, den Alhady beschreibt, geleitet die Mutter, nachdem alle das Bersanding gesehen haben, das Brautpaar von dem Pelamin hinunter und eskortiert es zur geschmückten Brautkammer. Der Bräutigam verbindet dabei den kleinen Finger seiner linken Hand mit dem kleinen Finger der rechten Hand seiner Braut. In der Brautkammer lassen sich die Brautleute auf zwei zeremoniellen Matten (tikar-sila) vor dem geschmückten Brautbett nieder. Die Brautmutter führt nun die Hände der Braut für einen zeremoniellen Handschlag zu den Händen des Bräutigams, was das erste gegenseitige Kennenlernen der beiden repräsentiert. Man lässt die beiden nun für ein bis zwei Stunden allein. Danach kehrt die Brautmutter zurück und führt die Braut in ein separates Zimmer. Der Bräutigam wird in der Brautkammer alleingelassen und schläft dort in einer speziellen Bettstatt, die dort für ihn vorbereitet ist. In den nächsten Tagen serviert die Braut in der Brautkammer die Mahlzeiten und nimmt diese zusammen mit ihrem Gatten ein, schläft aber in einem separaten Raum. In den Dörfern von Terengganu überreichten die Brauteltern in den 1960er Jahren, sobald die Gäste den Bersanding-Saal verlassen hatten, ihrem Schwiegersohn einen kompletten Satz malaiischer feierlicher Garderobe und ein Paar Schuhe.
Eine weitere Zeremonie, die in den Tagen nach dem Bersanding stattfindet, ist das rituelle Bad von Braut und Bräutigam (mandi-mandi pengantin). In einigen Regionen findet es am Morgen nach dem Bersanding und noch vor Vollzug der Ehe statt, so in Singapur und Daik in Nordostsumatra, in anderen Regionen erst mehrere Tage später nach Vollzug der Ehe, so in Riau und Terengganu. Die Zeremonie wird dabei üblicherweise von der Frau durchgeführt, die auch den Bersanding überwacht hat.
Wie im vedischen Indien gibt es bei den Malaien den Brauch der „Keuschheits- oder Tobiasnächte“: das neu vermählte Paar verbringt die ersten drei bis vier Tage nach dem Bersanding in Keuschheit, bevor es gemeinsam im Brautbett schläft und die Ehe vollzieht. Dafür wird das Bett speziell mit weißer Bettwäsche bezogen und die Braut in ein weißes Nachthemd gekleidet. Manchmal wird an diesem Abend ein spezieller Zapin-Tanz aufgeführt. In Singapur erfolgte in den 1950er Jahren der Vollzug der Ehe in der Regel innerhalb von etwa zehn Tagen nach dem Bersanding.
In Brunei gehen heute viele der frisch vermählten Paare gleich nach dem Bersanding auf Hochzeitsreise.

### Bertandang
Manchmal findet nach dem Bersanding im Haus des Bräutigams noch eine zweite kleinere Bersanding-Zeremonie statt, die Bertandang genannt wurde. In Singapur fand diese Zeremonie früher erst eine Woche nach dem Bersanding statt, heute wird sie häufig schon am gleichen Tag wie der Bersanding selbst durchgeführt.

## Kleidung des Brautpaars

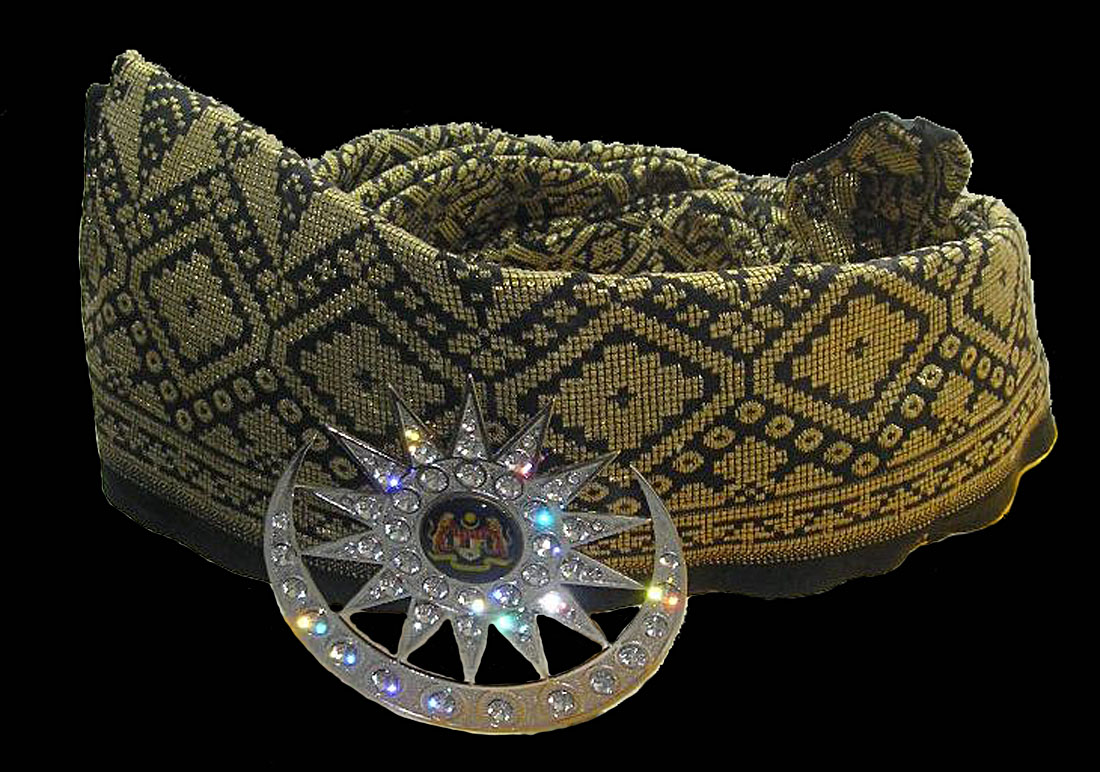
Eine besonders kunstvolle Tengkolok-Kopfbedeckung

Nach Alhady trägt die Braut beim Bersanding üblicherweise ein Brautkleid mit aufwändigem Kopfschmuck aus Silber, Gold und Edelsteinen, der Bräutigam malaiische Kleidung mit einer Destar- oder Tengkolok-Kopfbedeckung, einer Bengkong-Bauchbinde und einem Kris-Dolch. In Singapur waren zwischen den 1950er und 1990er Jahren das traditionelle Baju Kurung oder Kebaya für Frauen und das Baju Melayu für Männer beliebte Kleidungsstücke für die Bersanding-Zeremonie, hergestellt aus Stoffen wie traditionellem Songket, Brokat oder Samt. Kleidung aus Songket – einem handgewebten Stoff, der mit goldenen Fäden bestickt ist, ist dabei besonders beliebt.

## Kritik
Aufgrund ihres angenommenen hinduistischen Ursprungs und der Fruchtbarkeitsriten, die mit ihr verbunden sind, wird die Bersanding-Zeremonie seit den 1960er Jahren von Malaien, die sich stärker an der Scharia orientieren, abgelehnt. Sie prangern die Bersanding-Zeremonie als einen Rückfall in eine nicht-muslimische Zeit, die von hinduistischen Rajas dominiert wurde, an. Insbesondere das Tepung-Tawar-Ritual ist wegen seines angenommenen hinduistischen Ursprungs in die Kritik geraten und wird heute deswegen nur noch selten vollzogen.

## Belege
1. ↑  So Jamour: Malay Kinship and Marriage in Singapore. 1959, S. 76.
2. ↑  So Koh/Ho: Malay Muslim Marriages 2014.
3. 1 2  David C. Buxbaum: Islam and Customary Law in the Malaysian Legal Context. in D. C. Buxbaum (Hrsg.): Family Law and Customary Law in Asia. A Contemporary Legal Perspective. Nijhoff, Den Haag 1968, S. 107–145. Hier S. 115.
4. ↑  Jamour: Malay Kinship and Marriage in Singapore. 1959, S. 79, und Alhady: Malay Customs and Traditions. 1967, S. 51.
5. ↑  Richard Olaf Winstedt: The Malays, a Cultural History. Routledge & Kegan, London 1961, S. 28.
6. 1 2 3 4 5  Strange: “Continuity and Change: Patterns of Mate Selection and Marriage Ritual in a Malay Village.” 1976, S. 564.
7. 1 2 3 4 5 6 7  Suradi/Tanuri: Malay-Muslim Weddings: Keeping Up with the Times. 2021.
8. ↑  Samad: Traditional Malay Marriage Ceremonies in Brunei Darussalam: Between Adat and Syariah. 2023, S. 30.
9. 1 2 3 4  Yousof: One hundred and one things Malay. 2016, S. 22.
10. ↑  Farrer: The Performance of Enchantment. 2012, Absatz 29.
11. 1 2  Jamour: Malay Kinship and Marriage in Singapore. 1959, S. 77.
12. 1 2 3 4 5  Ahmad: Small Steps to Big Day. 1990.
13. ↑  Alhady: Malay Customs and Traditions. 1967, S. 37f.
14. 1 2  Alhady: Malay Customs and Traditions. 1967, S. 38.
15. 1 2 3 4 5 6 7  Koh/Ho: Malay Muslim Marriages 2014.
16. ↑  Alhady: Malay Customs and Traditions. 1967, S. 33.
17. 1 2  Alhady: Malay Customs and Traditions. 1967, S. 38f.
18. ↑  Alhady: Malay Customs and Traditions. 1967, S. 39f.
19. ↑  Alhady: Malay Customs and Traditions. 1967, S. 40f.
20. ↑  Alhady: Malay Customs and Traditions. 1967, S. 41f.
21. ↑  Alhady: Malay Customs and Traditions. 1967, S. 42.
22. ↑  Alhady: Malay Customs and Traditions. 1967, S. 42f.
23. ↑  Jamour: Malay Kinship and Marriage in Singapore. 1959, S. 76.
24. ↑  Alhady: Malay Customs and Traditions. 1967, S. 43f.
25. ↑  Alhady: Malay Customs and Traditions. 1967, S. 43f.
26. ↑  Alhady: Malay Customs and Traditions. 1967, S. 45f.
27. ↑  Jamour: Malay Kinship and Marriage in Singapore. 1959, S. 76f.
28. ↑  Mandi-Mandi Pengantin (Memento vom 26. November 2023 im Internet Archive) Website des Generaldirektorats für intellektuellen Reichtum, Ministerium für Justiz und Menschenrechte der Republik Indonesien (mit Bildern).
29. ↑  Alhady: Malay Customs and Traditions. 1967, S. 47.
30. ↑  Walter Slaje: »Zur Erklärung der sog. ‚Tobiasnächte‘ im vedischen Indien«. In: Aspekte des Weiblichen in der indischen Kultur. Hrsg. v. Ulrike Roesler. (Indica et Tibetica 39 = Arbeitsmaterialien zur Religionsgeschichte 15). Swisttal-Odendorf 2000: 103–144.
31. ↑  Alhady: Malay Customs and Traditions. 1967, S. 45f.
32. ↑  Samad: Traditional Malay Marriage Ceremonies in Brunei Darussalam: Between Adat and Syariah. 2023, S. 31.
33. ↑  Strange: “Continuity and Change: Patterns of Mate Selection and Marriage Ritual in a Malay Village.” 1976, S. 569.
34. ↑  Farrer: The Performance of Enchantment. 2012, Absatz 33.